# Hormiguero, Coahuila
Hormiguero är en ort i Mexiko.   Den ligger i kommunen Matamoros och delstaten Coahuila, i den centrala delen av landet, 800 km nordväst om huvudstaden Mexico City. Hormiguero ligger 1 118 meter över havet och antalet invånare är 2 069.
Terrängen runt Hormiguero är mycket platt. Runt Hormiguero är det ganska tätbefolkat, med 129 invånare per kvadratkilometer. Närmaste större samhälle är Torreón, 17,4 km sydväst om Hormiguero. Trakten runt Hormiguero består till största delen av jordbruksmark.